# Брюханов Микола Павлович
Микола Павлович Брюханов (нар. 28 грудня 1878, місто Симбірськ, тепер Ульяновськ, Російська Федерація — розстріляний 1 вересня 1938, місто Москва, тепер Російська Федерація) — радянський діяч, народний комісар продовольства РРФСР і СРСР, народний комісар фінансів СРСР. Член ВЦВК, ЦВК СРСР 1—2-го та 4—6-го скликань. Кандидат у члени ЦК ВКП(б) у 1927—1934 роках.

## Життєпис
Народився в родині чиновника—землеміра дворянського походження. У 1889 році вступив до Симбірської класичної гімназії. У 1897 році за читання недозволених книг і знайомство з піднаглядними не був допущений до випускного іспиту, але в 1898 році склав іспит на атестат зрілості екстерном.
У 1898—1899 роках — студент історико-філологічного факультету Московського університету. У 1899 році за участь у студентських заворушеннях заарештований і висланий з Москви із забороною проживати в місті два роки. Повернувся до університету після амністії, але був змушений в 1901 році переїхати до Казані.
У 1901—1903 роках — студент Казанського університету, прослухав три курсу філологічного факультету. За революційну діяльність відрахований.
Член РСДРП з 1902 року, член РСДРП(б) з 1904 року. Партійні псевдоніми: «Андрій», «Степан», літературні — «Н. Павлов» і «Н. Павлович».
У 1903 році — член Казанського комітету РСДРП. У 1903 році заарештований, в 1904 році висланий до Вологодської губернії у місто Кадников, потім переведений до Вологди. З 11 вересня 1904 по 1905 рік працював секретарем консультації присяжних повірених при Вологодському окружному суді. Звільнений із заслання за амністією 1905 року.
У 1906 році — член Уфимського комітету РСДРП. З 1907 року — член Уральського обласного комітету РСДРП, вів партійну роботу в Уфі, редагував більшовицьку газету «Уфимский рабочий». У 1912 році був кандидатом від РСДРП в 4-у Державну думу Російської імперії.
У 1908—1914 роках — оцінювач закладених поміщицьких маєтків Донського земельного банку в Уфі. У 1915—1916 роках — голова комітету допомоги біженцям Земського союзу в Уфі. У 1916—1917 роках — завідувач продовольчого відділу Уфимської міської управи.
У 1917 році — голова Уфимського комітету РСДРП(б). З листопада 1917 року — член Уфимського губернського революційного комітету.
У 1917—1918 роках — комісар продовольства Уфимської губернії.
З лютого 1918 року — член колегії Народного комісаріату продовольства РРФСР. У червні 1918 — 10 грудня 1921 року — заступник народного комісара продовольства РРФСР.
Одночасно, з серпня 1919 року — голова Особливої продовольчої комісії Східного фронту РСЧА.
У січні 1920 — вересні 1922 року — начальник Головного управління із постачання продовольством Червоної армії та флоту, член Ради праці і оборони РРФСР.
10 грудня 1921 — 7 липня 1923 року — народний комісар продовольства РРФСР.
З 7 лютого по 28 серпня 1923 року — член Революційної вйськової ради СРСР.
6 липня 1923 — 14 травня 1924 року — народний комісар продовольства СРСР.
У травні 1924 — 16 січня 1926 року — заступник народного комісара фінансів СРСР. З 16 по 29 січня 1926 року — в.о. народного комісара фінансів СРСР.
29 січня 1926 — 18 жовтня 1930 року — народний комісар фінансів СРСР.
У жовтні 1930 — квітні 1931 року — заступник голови виконавчого комітету Московської обласної ради — голова Московської обласної планової комісії.
У квітні 1931 — лютому 1933 року — заступник народного комісара постачання СРСР.
У 1933 — червні 1937 року — заступник голови Центральної комісії із визначення врожайності і розмірів валового збору зернових культур при РНК СРСР.
З червня 1937 року — персональний пенсіонер союзного значення в Москві.
3 лютого 1938 року заарештований органами НКВС. Засуджений Воєнною колегією Верховного суду СРСР 1 вересня 1938 року до страти, розстріляний того ж. Похований на полігоні «Комунарка» біля Москви.
14 квітня 1956 року реабілітований, посмертно поновлений у партії.